# Seyed Amir Zamanpour
Seyed Amir Zamanpour (persisch سید امیر زمان‌پور; * 28. August 2000) ist ein iranischer Leichtathlet, der im Mittel- und Langstreckenlauf an den Start geht. Aktuell ist er Inhaber des Landesrekordes im 1500-Meter-Lauf.

## Sportliche Laufbahn
Erste internationale Erfahrungen sammelte Seyed Amir Zamanpour im Jahr 2017, als er bei den Jugendasienmeisterschaften in Bangkok in 8:49,34 min die Bronzemedaille im 3000-Meter-Lauf gewann. Zuvor belegte er bei den Crosslauf-Asienmeisterschaften in Guiyang in 26:39 min den achten Platz im Juniorenrennen und sicherte sich in der Teamwertung die Bronzemedaille. Zudem gelangte er bei den U18-Weltmeisterschaften in Nairobi mit 3:54,59 min auf den sechsten Platz im 1500-Meter-Lauf. Im Jahr darauf belegte er bei den Juniorenasienmeisterschaften in Gifu in 3:51,54 min den fünften Platz über 1500 Meter und gewann in 14:25,25 min die Bronzemedaille im 5000-Meter-Lauf. 2022 belegte er bei den Islamic Solidarity Games in Konya in 4:02,44 min den neunten Platz über 1500 Meter und wurde in 14:49,21 min auch über 5000 Meter Neunter. Bei den Crosslauf-Asienmeisterschaften 2023 in Kathmandu wurde er nach 38:06 min 16. und im Jahr darauf belegte er bei den Hallenasienmeisterschaften in Teheran in 3:53,52 min den achten Platz über 1500 Meter und gewann in 8:09,58 min die Silbermedaille über 3000 Meter hinter dem Kirgisen Nursultan Kengeschbekow. Im Juni siegte er in 14:46,79 min über 5000 Meter bei den Westasienmeisterschaften in Basra und 2025 kam er bei den Hallenweltmeisterschaften in Nanjing mit 3:43,37 min nicht über den Vorlauf über 1500 Meter hinaus. Im Mai belegte er bei den Asienmeisterschaften in Gumi in 3:45,93 min den siebten Platz über 1500 Meter und kam im Hindernislauf nicht ins Ziel. Kurz zuvor stellte er in Dubai mit 3:36,62 min einen neuen Landesrekord über 1500 Meter auf.
2021 wurde Zamanpour iranischer Meister im 3000-Meter-Hindernislauf und 2025 über 1500 Meter. Zudem wurde er 2024 Hallenmeister 3000-Meter-Lauf.

## Persönliche Bestleistungen
- 1500 Meter: 3:36,62 min, 9. Mai 2025 in Dubai (iranischer Rekord)
  - 1500 Meter (Halle): 3:43,37 min, 21. März 2025 in Nanjing (iranischer Rekord)
  - 3000 Meter (Halle): 8:09,58 min, 19. Februar 2024 in Teheran
- 5000 Meter: 13:50,08 min, 18. Mai 2024 in Izmir
- 3000 m Hindernis: 8:52,94 min, 9. September 2024 in Teheran